# Villa Bellavista

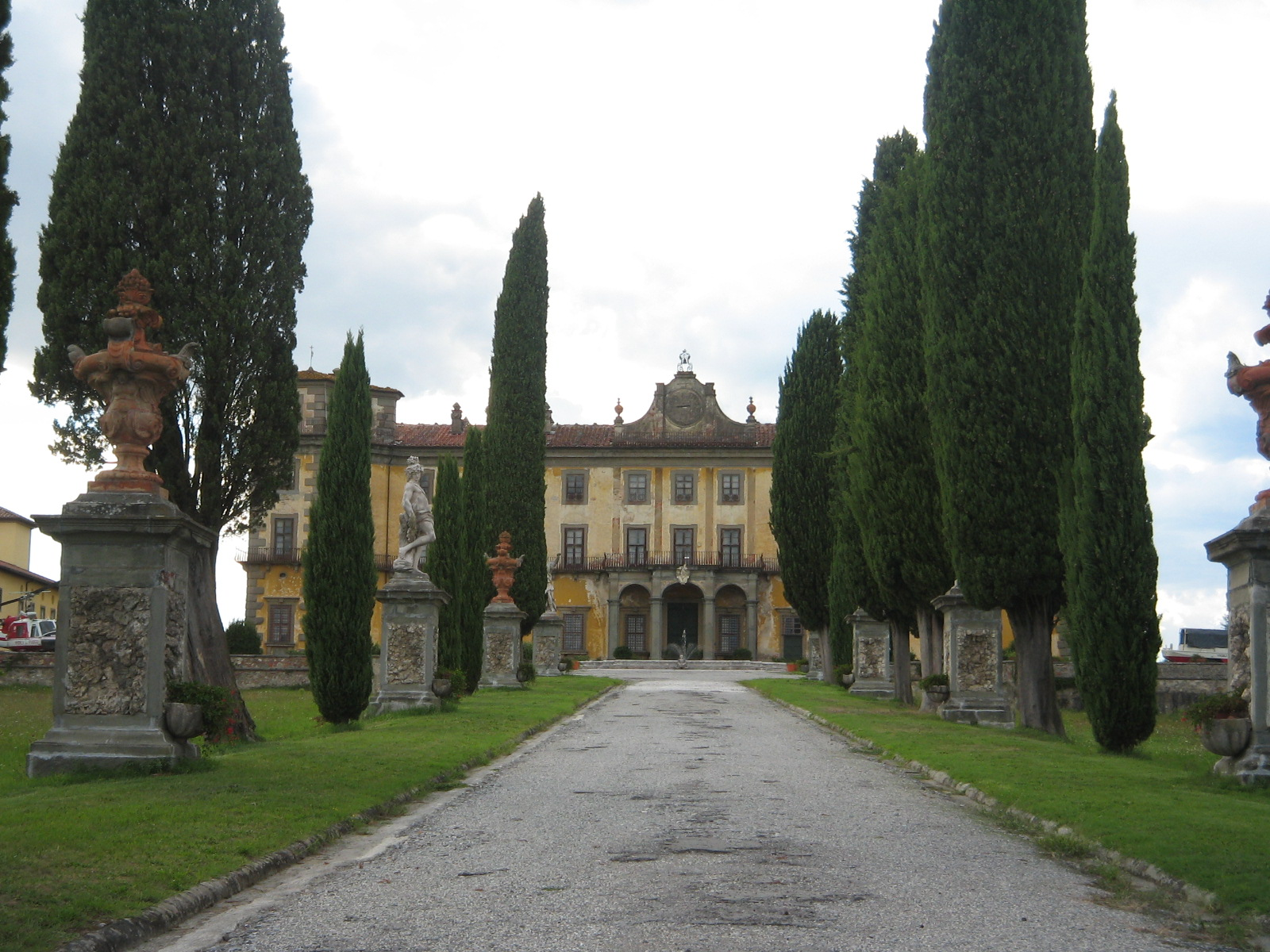
Fachada da Villa Bellavista.

A Villa Bellavista é um palácio italiano que se encontra em Borgo a Buggiano, na Província de Pistoia. O nome deriva do esplêndido panorama sobre o Montalbano e Carbaie até ao vale do Arno que se desfruta da colina onde surge a villa. Foi em tempos rica de jardins e adornada por fontes e estátuas, sendo considerada a mais bela villa de Itália depois da Reggia di Caserta. 

## História
O aspecto actual remonta a um período posterior a 1673, quando Francesco Feroni, depois dum estrondoso sucesso comercial em Amesterdão, regressou a Itália e adquiriu uma herdade, com umas 45 explorações agrícolas dotadas dos respectivos edifícios, a Cosme III de Médici, o qual o agraciou com o título de marquês.
Os trabalhos de edificação da villa propriamente dita, que na intenção de quem a encomendou devia espelhar a sua riqueza e o elevado estatuto social alcançado, foram entregues a Antonio Maria Ferri, que fez um projecto segundo o sóbrio e solenestilo barroco florentino.
Os trabalhos terminaram em 1699, quando o Francesco já estava morto, mas o seu filho Fabio, entusiasmado pelo resultado, encarregou o arquitecto de erguer, também, uma capela ao lado da villa.
A zona das explorações agrícolas, porém, foi afectada pelos trabalhos de melhoramento, que removeram as terras em torno da villa sujeitas a inindações e águas estagnadas, e preenchida com os terrenos circundantes no final do século XVIII: os Feroni tiveram que vender todas as explorações agrícolas, tendo mantido a villa até 1829, quando decidiram cedê-la.
Em 1939 foi adquirida pelo Ministério do Interior - Direcção-Geral dos Serviços Anti-incêndios (Ministero degli Interni Direzione Generale dei Servizi Anticendi), que providenciou o restauro, instalando uma casa de convalescência, para os vigilantes do fogo (Vigili del Fuoco), dedicada a Tullio Baroni. Nas proximidades foi, ainda, criada uma colónia helioterápica para os filhos dos vigilantes. 
Com a passagem da frente, serviu por um breve período de hospital militar, primeiro alemão e depois aliado. Depois do final da Segunda Guerra Mundial foi instalado o instituto para acolhimento dos órfãos dos vigilantes do fogo.

## Arquitectura exterior
O edifício possui grandes dimensões, com quatro maciças torretas angulares e um balcão que o atravessa em todo o perímetro externo ao nível do primeiro andar, e um outro semelhante, mas mais curto, na cornija. As torretas do lado da fachada são salientes e conferem à fronte principal um aspecto curvilíneo envolvente.
As janelas são perfiladas com cornijas em pietra serena, o mesmo material usado nos perfis das torres de esquina, em contraste com o branco opaco do reboco. No centro da fachada, à altura do tecto, foi instalado um grande relógio dentro dum tímpano decorado com volutas.
A perspectiva posterior é caracterizada por uma escada com dupla rampa que se estende até à estrada.

## O interior
A villa é centrada por um manífico salão que se eleva à altura de dois andares; possui galerias com balaústres que serviam aos músicos durante os serões de baile. O afresco no tecto reproduz o "Triunfo da nossa Santa Fé" (Trionfo della nostra santa fede), simbolizando a guerra contra os turcos, um tema escolhido por Fabio Feroni, o qual combatera em Viena contra os otomanos.
Outros ambientes de valor são a escadaria e a galeria. As salas, frequentemente afrescadas por Pier Dandini (sobretudo nos tectos) e pelo moldurista Rinaldo Botti, foram dispostas de modo a criar longas vistas perspectivas, com as portas regularmente alinhadas.
A capela foi decorada por Giovan Battista Ciceri, também autor dos estuques nos quartos senhoriais. No interior dessa mesma capela foi colocado por um certo período, graças à intervenção d prefeito Alberto Giombini, o crânio-relíquia de Santa Bárbara.

## O parque
A alameda de acesso à villa é flanqueada por sebes, estátuas e vasos em terracotta, curvando na proximidade do jardim situado frente à fachada. Frente ao pórtico de acesso à villa, caracterizado por três arcadas e uma escada em pedra, encontra-se um grande tanque de pedra.